# Пальник
Пальни́к, Запальник — орудийная принадлежность, при гладкоствольных орудиях, приспособление служившее для воспламенения затравки заряда в пушке. 
На конец XIX века пальник оставлен только при малокалиберных мортирах (6 фунтовых). Со временем  пальни́к был заменён уда́рником.

## История
До появления в артиллерии вытяжных трубок, в запалы орудий вставлялись тростниковые или деревянные трубки, внутренние каналы которых набивались порохом или пороховой мякотью. Для зажжения последних употреблялся пальник, род палки с щипцами, в которых зажимался фитиль; на другом его конце имелось железное заострение, назначавшееся для втыкания в землю. Фитиль пальника зажигался перед началом стрельбы и горел до её окончания. На конце с щипцами иногда делался колющий наконечник, поэтому пушкарь (канонир) мог применять его для обороны от неприятеля вместо копья.
Пальники довольно широко использовались в вооружённых силах, до XVIII века, а в ряде государств и стран — и позднее. Со временем  пальни́к был заменён уда́рником.
- Костюмированный бал 1903 года: Великий князь Сергей Михайлович в мундире пушкаря с пальником (жагрой) времен царя Алексея Михайловича.
- Пальник (жагра).
- Применение пальника (жагры).